# Форд, Лестер
Лестер Рэндольф Форд младший (англ. Lester Randolph Ford, Jr., 23 сентября 1927, Хьюстон, США — 26 февраля, 2017) — американский математик, доктор математических наук, специализировавшийся на проблемах потоков в сети. Сын математика Лестера Рэндольфа Форда старшего.

## Научная деятельность
Совместные исследования Форда и Фалкерсона проблемы максимального потока и алгоритм Форда-Фалкерсона для её решения, опубликованы как технический доклад в 1954 году и утверждены как теорема Форда-Фалкерсона. Также вместе с Ричардом Беллманом Форд разработал алгоритм Беллмана-Форда для нахождения кратчайшего пути в графе с ребрами с отрицательным весом.